# 追越車線
追越車線（おいこししゃせん）とは、車線が複数ある道路における道路の中央に最も近い車線であり、左側通行の地域では最も右側の車線、右側通行の地域では最も左側の車線である。
この項目では同様の機能を持つ片側三車線以上の中央車線についても扱う。

## 日本の追越車線

### 概要

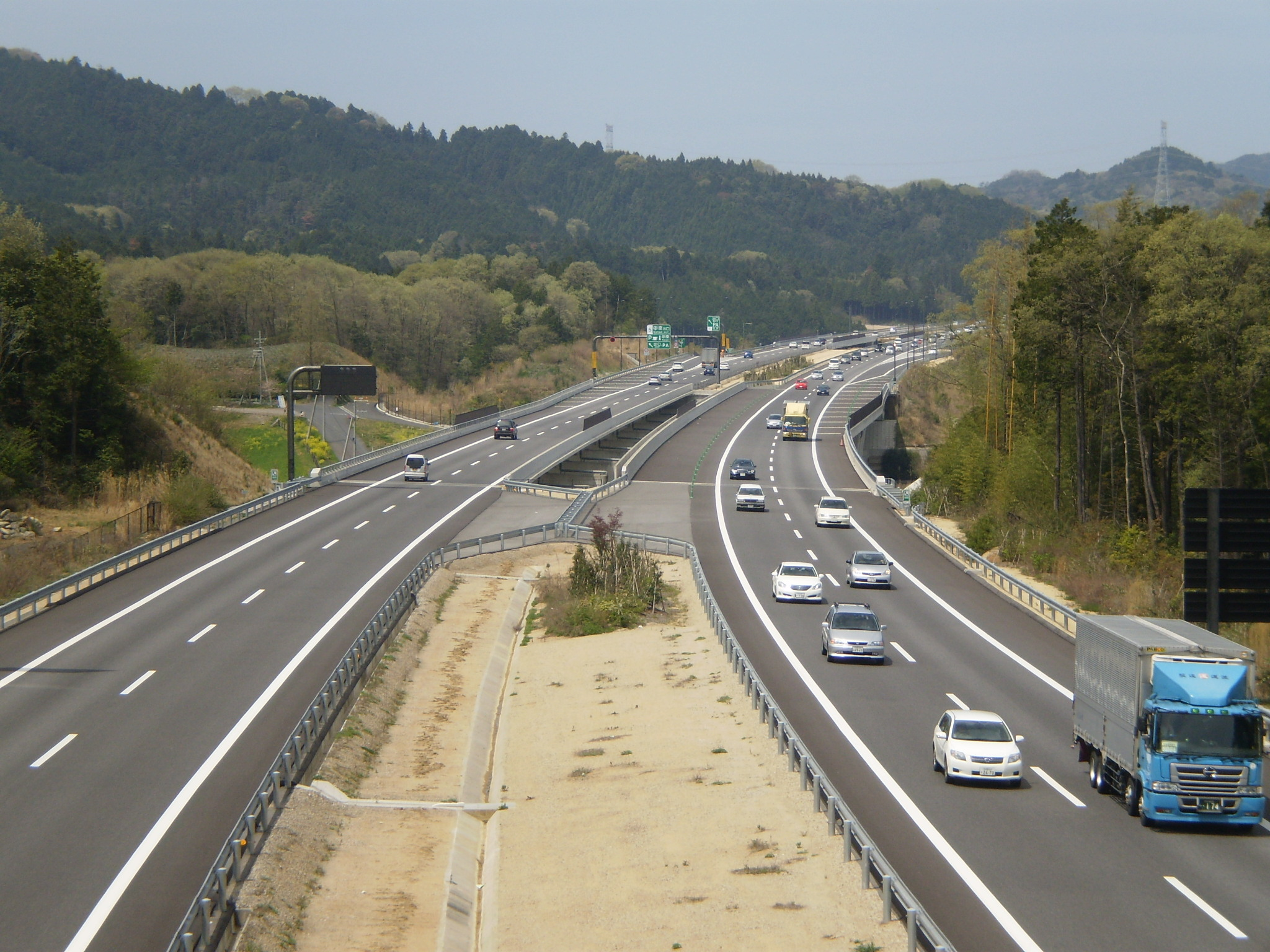
新名神高速道路の本線車道
（中央分離帯に近い内側2車線が追越車線）

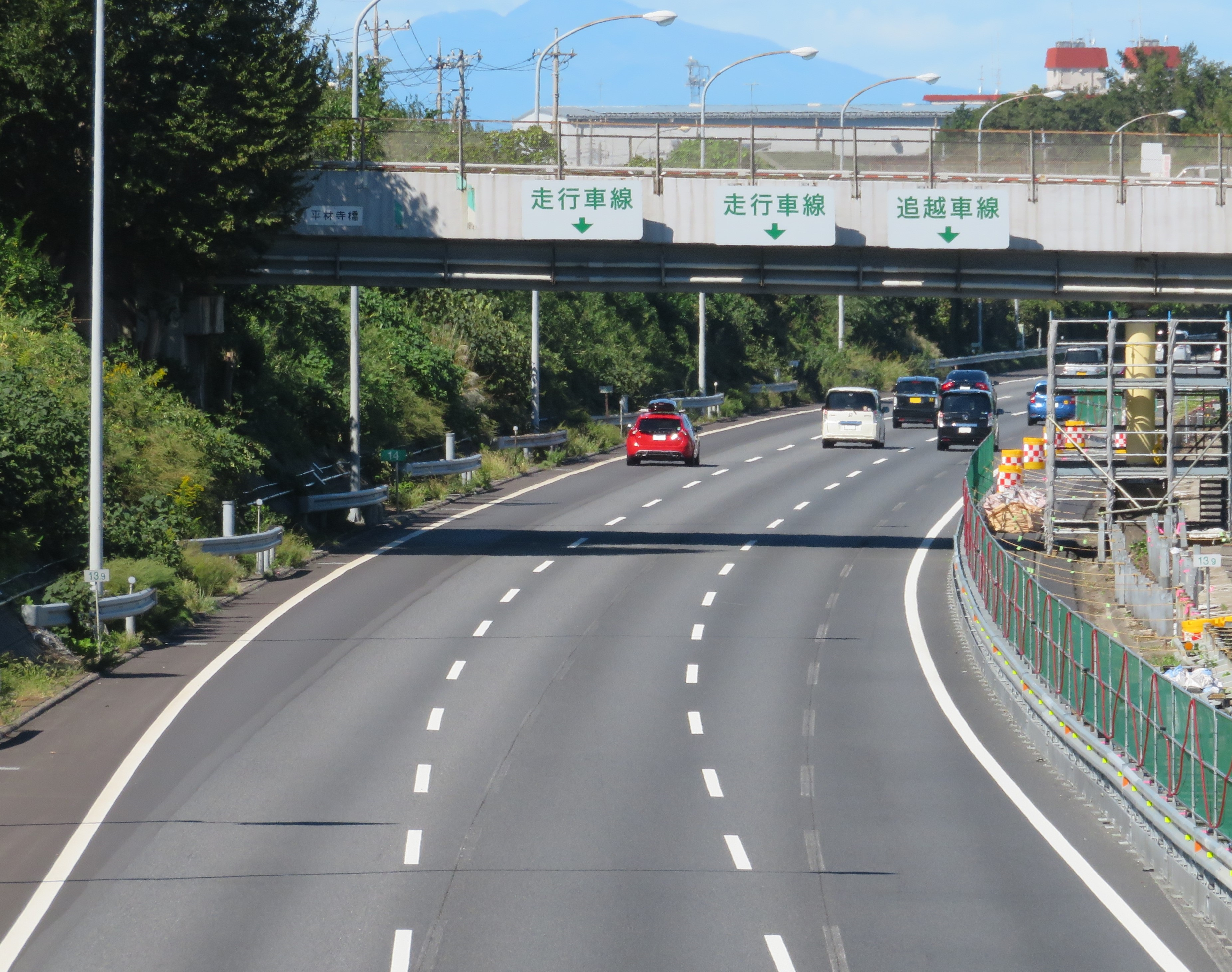
高速道路上に設置されている追い越し車線及び走行車線の表示板
法的根拠を持つ標識ではないが、キープレフトを促すために設置されている

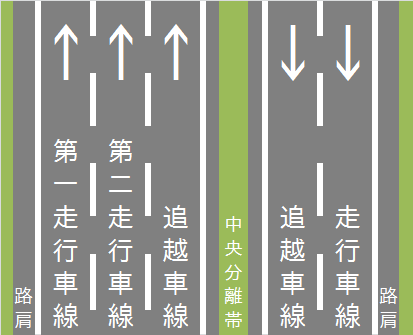
模式図

日本では追越車線という用語に法的根拠はないが、キープレフトが規定され右側車線が追越し等専用となった道路交通法の1964年（昭和39年）改正後から首都高速などの片側二車線以上の道路の右側車線を指して政府委員や説明員によって使われており、1971年（昭和46年）改正で現在のように最も右側の車線のみが追越し等専用となる際に、国会で政府委員から最も右側の車両通行帯を追い越し車線とする旨の説明があり、このときから最も右側の車線が追越車線となった。その後も最も右側の車線を指すのに道路管理者や警察などにより使われている。原則として追越しや右折のためにあらかじめ寄る場合などに限り通行できる車線である。
日本ではジュネーヴ交通条約に加入した際に条約に適合するよう1964年（昭和39年）にキープレフトの原則が定められた。
日本の道路において車両は左側通行のため、車両通行帯のない道路（片側一車線の道路）では車道の左側に寄って通行しなければならないと定められた（道路交通法第18条）。
また、道路に車両通行帯が設けられている場合は（片側二車線以上の場合）、左側から数えて一番目の車線（第一通行帯）を通行しなければならないこと、および追越しをするときは直近の右側の車両通行帯を通行しなければならないことが定められた（道路交通法第20条）。追越しを行う場合などは二番目や三番目などの車線も通行可能であり、順次右側の車両通行帯を通行して追い越すというものである。
さらに、日本独自の規定として、1971年（昭和46年）改正で追加されたただし書により、片側三車線以上の場合には、自動車（小型特殊自動車および道路標識等で指定された自動車を除く）は、その速度に応じ、第一通行帯だけでなく最も右側の車線（追越車線）以外の車両通行帯を通行することができるようになった。交通の教則では、このとき、速度の遅い車が左側、速度が速くなるにつれて順次右側寄りの車両通行帯を通行することを推奨している。中央車線を追越し以外で80 km/h程度で通行すると支障となる場合は大貨等の通行区分などが指定される場合があるが、その場合もそれ以外の車両は特に規制されない。（下記#第一通行帯以外が通行できない場合を参照。）
この改正から、追越し等以外での通行を禁止される車線は最も右側の車線のみとなった。自動車以外の車両（軽車両、原動機付自転車）および小型特殊自動車にはこの規定は適用されず、改正前と同様に第一通行帯を通行しなければならない。改正前と同様に、追越しを行う場合などは二番目や三番目などの車線を通行することができるが、これらの車両は速度が遅いことから追越しで三番目などの車線を通行することは困難である。
したがって、最も右側の車線（追越車線）は、追越しをする場合、右折のためにあらかじめ寄る場合、交差点で進行する方向に関する通行の区分に従う場合、特に標識による通行方法の区分の指定がある場合等にのみ通行ができる車線である（道路交通法第20条）。追越しが終わった車両は速やかに左側の車線に移動しなければならない。 
追越しが終わった後も追越車線を通行した場合、通行帯違反の取締りを受ける場合がある。取締りは高速道路でよく行われるが、片側二車線以上の一般道路においても同様である。追越しが終わった後、左側車線の車間がどの程度で、左側車線に戻らないまま次の車両の追い抜きを始めてもよいと判断するか、もしくは前後が空いている状況で、左側の車両とどのくらいの距離、あるいは時間を並走したら、追越しをしているとは認められず違反になるか、あるいは右折や右側分岐の手前で、容易に右側車線に移動でき、必要以上に手前から右側車線を通行する必要がない状況で、どの程度手前から追越車線を通行した場合に違反となるかは、現場の警察官の裁量に任されており、しばしば問題となる。
当然ながら追越車線であっても制限速度を超えてはならず、また、急ブレーキを要する場合などを除き、右折または標識や標示により指定された車両通行帯を通行するため、および道路外に出るために道路の左端や中央に寄るために進路変更の合図を出している車の進路変更を妨げてはならない（道路交通法第25条2・第34条6・第35条2）。
上記のように、追越しは右側から行わなければならないが、日本では追越しの手前で進路変更を行っていない場合は追い抜きと呼ばれ、追越しには当たらないため、左側に戻った後に、しばらく走行しながらゆっくりと追い抜いた場合は、追い越すためではなく、左側に戻るために車線を変更したと判断され、左側追い越しの違反とならない。ただし、左側車線に車線を変更した後に、すぐに側方を通過するような、一連の動作が完了するまでにかかった時間や距離が短い場合は、前車を追い越すために左側車線に移動したと判断され、違反となるため注意が必要である。

#### 一般道路や都市高速道路の追越車線
分岐が多い一般道路、都市高速、一部の自動車専用道路では、道路管理者が走行・追越車線の呼称を用いず、最も右の車線でも追越車線ではなく単純に右側車線と呼称していることがある。右側車線からの分岐・合流する場合があるためである。むろん呼び方に法的効力は無いため、道路管理者が追越車線と呼称していない道路においてもルールに違いはなく、最も右側の車線は追越車線であり、追越し・右折・分岐等を除き通行してはならない。例えば、首都高速道路では走行・追越車線の呼称を用いていないが、理由なく一番右側を走り続けることはできないため、首都高速道路の運営会社は注意を呼び掛けている。
しかしながら、一般道路や都市高速道路では右側車線からの分岐・合流があることから通行帯違反の取締りが難しい現実がある。例えば首都高速道路を管轄する警視庁高速道路交通警察隊によれば、首都高速でも原則第1通行帯（道路の左端から数えて1番目の通行帯）を通行しなければならず、通行帯違反の取締りは行われるとしながらも、右側の分岐・合流の問題から取り締まりはしにくいのが現状であるという。
なお、首都高速道路の右側車線が追越車線として扱われるようになったのは1964年（昭和39年）の道路交通法改正で正式にキープレフトが規定された後であり、道路交通法で規定される前からキープレフトの指導が行われていた名神高速道路と比べると追越車線の認識が広まっておらず、当初は守られていなかったが、首都高速がキープレフトの模範道路となるよう指導・取締りが実施されることとなった。

#### 追越車線が存在しない場合

車両通行区分（327）の標識
片側複数車線でも、車種ごとに通行区分が指定された場合は追越車線は存在しない

交通が輻輳し、最初から交通渋滞が起きている道路では、キープレフトの原則をとったとしても結果としてほとんど同じであり、このような場合において、追越しが終わった後に左側の車線に戻るよりも、速度の異なる車の順に従って通行区分（左側の車線から軽車両、自動車、乗用車（自動車からさらに貨物車を除外）など）をとったほうが合理的である場合は車両通行区分が設けられることがある。
最も右側の車線に通行区分が設けられた場合、通行区分が指定された車両は法第20条第1項の規定は適用されず、最も右側の車線であっても通行することができるため、片側複数車線でも追越車線は存在しない。指定車両以外も、追越しをする場合や、右折のためにあらかじめ寄る場合等は右側の車線を通行することができる。
例えば上記のように指定された場合は、軽車両は第一車線を通行するが、追越しでは第二通行帯を、現実的ではないが、さらなる追越しで第三通行帯を通行することができる。乗用車以外の自動車は第二車線を通行するが、左折の目的で第一車線を通行することができ、追越しの目的で第三車線を通行することができる。乗用車は、第二・第三車線を通行することができるが、左折の目的で第一車線を通行することができる。
乗用車と貨物車の速度差がなくなったことなどから車両通行区分の指定の必要性は低下しているが、近年は普通自転車専用通行帯として指定される事例が増えている。
なお、追越車線としての効力を持つ上での注意点として、外観上複数車線であればその時点で通行帯違反が成立しうるわけではない。通行帯違反が成立しうるためには車線を白線で区切るだけでなく、公安委員会の車両通行帯の指定が必要であり、片側二車線以上の道路であることを公安委員会に報告し忘れた場合など、何らかの理由で車線の白線について車両通行帯の指定が行われていない場合、外観上複数車線であっても車線の境界を示す白線に法的な意味はなく、車両通行帯の無い道路となり、法的には片側一車線の道路となる。このような場合は片側一車線の道路の通行方法となるため、原付の第一通行帯通行や追越車線などの車線に関する様々な規定は一切適用されず、車線をまたがって通行したり、理由なく最も右側の車線を通行したとしても通行帯違反などの違反は成立せず、取締りは無効となるが、当然ながら車両通行帯の指定が行われればその時点で違反が成立するようになる。
もっとも、公安委員会の指定がない白線で、法的には片側一車線の道路であっても、道路交通法18条のキープレフトの原則（左寄り通行）に従うことになるため、おおむね左側の車線の部分を通行しなければならないことになる。したがって、道路の右側の部分を理由なく通行できるのは、公安委員会が車両通行帯の指定を行った上で、当該車種に対する車両通行区分を設けた場合に限られる。

#### 第一通行帯以外が通行できない場合

##### 牽引自動車の通行区分
重被牽引車を牽引中の牽引自動車は、高速自動車国道（および道路標識等で指定された自動車専用道路の区間）においては、原則として本線車道の第一通行帯を通行しなければならない（道路交通法第七十五条の八の二）。この場合は法20条の規定は適用されないため、追越しでも第一通行帯以外を通行することはできない。ただし、最低速度に達しない速度で進行している自動車を追い越す場合や道路の状況その他やむを得ない場合は例外である。

##### 大型貨物自動車等を対象とした通行区分指定

大型貨物自動車等を対象とした通行区分（327の2）
この場合は追越しで第二、さらには第三車線を通行することができる

前項の第一通行帯の通行区分は、当初は牽引自動車以外の大型貨物自動車等についても同様に対象とすることを予定していたが、当面は見送られた。しかし、道路交通法20条では第一通行帯以外は速度に応じて通行することとされているが、高速道路の制限速度100 - 120 km/hの片側三車線区間の中央車線を大型・特定中型貨物自動車の法定速度である90 km/hおよび大型特殊自動車の同80 km/h程度で走行する行為は一般に問題がある行為とはされていないことから、速度差が生じる可能性のある路線では大型貨物自動車等の第一通行帯の指定が行われることがある。
これは牽引自動車の規定とは異なり通常の通行区分指定であり、追越し等で右側の車線を通行することができる。すなわち1971年（昭和46年）の改正で追加された日本独自の規定である法20条の但し書きの部分（その速度に応じ、その最も右側の車両通行帯以外の...）のみが否定されることになり、改正前と同様に第一通行帯を通行しなければならない。
つまり片側三車線以上の中央車線の通行方法が変化し、片側三車線であれば第三通行帯だけでなく、第二通行帯についても追越車線と同等の扱いとなる。追越しを行う場合などは二番目や三番目などの車線も順次通行可能であるが、速度が遅いことから追越しで第三通行帯を通行することは困難である。
ただし、このような標識が設置された場合でも法定速度80 km/hの三輪自動車やライトトレーラーはこの規制の対象外であるほか、最高で120 km/hの普通乗用車等でも追越し等の理由なく中央車線を80 km/h以下で通行する可能性もある。
片側三車線以上の中央車線の通行方法のみが変化するという性質上、片側二車線の道路ではこのような標識は設置されない。

## アメリカの追越車線
アメリカ合衆国では追越車線はパッシングレーン（passing lane）という。アメリカでは右側通行であり、片側2車線以上の道路では左側の車線が追い越し車線となっている。
アメリカはジュネーヴ交通条約の加入国であるが、必ずしも条約が履行されておらず、一般的な法律は、追い越しと高速走行のために左側車線を使用でき、左側車線を走行する車両は、追越しをしようとする車両に譲らなければならないものとなっており、左側車線の通行は必ずしも禁止されておらず、高速走行用の車線として使用できる場合も多い。
全米統一交通法規委員会の統一車両法典（en:Uniform Vehicle Code）では、「すべての道路において、その時刻、その場所、その状況下で、通常の交通速度未満で走行する車両は、その時点で可能な限り右側の車線を走行しなければならない。」とされている。ただし、統一車両法典がどの程度使用されているかは州によって異なる。
例えばカリフォルニア州では左側車線の走行は禁止されていないが、制限速度にかかわらず、同じ方向に移動する通常の交通速度よりも遅い速度で進行する車両は、追越しや左折の準備の他は、最も右側の車線(the right-hand lane)または右端や縁石に可能な限り近い位置を走行することが義務付けられている。カリフォルニア州では、たとえ制限速度超過で走行していたとしても、他の交通よりも低速であれば、可能な限り右側を走行しなければならないことが明確にされている。
ただし、一部の州は例外であり、アラスカなどのいくつかの少数の州では、制限速度と同程度で走行している場合は右側の車線に移動する義務が存在しない。
一方、アメリカでも中央車線や左側車線を追越し専用とし、追越しや左折等以外での走行を違法としている州も少なくない。片側3車線以上では、最も左側の車線のみが追越し専用となる州もある。ただし、最も左側の車線のみが追越し専用で、中央車線は追越し等以外で通行できる州でも、多くの場合で一般的なルールに準じ、通常の交通速度より遅い速度で走行する場合は可能な限り右側の車線を走行しなければならない。
ごく一部の州では道路の制限速度で扱いが変わり、コロラド州では制限速度が65マイル毎時 (105 km/h)以上の場合は、最も左側の車線（The left lane）は追越しのために開けておかなければならず、中央車線および制限速度がそれを下回る道路の場合は、通常の交通よりも遅い速度で走行する場合は可能な限り右側の車線を走行しなければならない。ケンタッキー州やメイン州では、制限速度が65マイル毎時 (105 km/h)以上の場合は追越し以外では右側の車線を走行しなければならず、中央車線も追越し等以外で通行することはできない。アメリカではないが、カナダのケベック州では、制限速度が80 km/h以上の場合は、片側2車線では右側車線を、片側3車線以上では右側のいずれかの車線を走行しなければならず、中央車線および80 km/h未満の道路では、左折などの場合を除き、通常の交通よりも遅い速度で走行する場合は道路端に最も近い右側の車線を走行しなければならない。
またアメリカでは、片側二車線以上の道路では、右側からの追越し(Undertaking)は、統一車両法典を含め通常禁止されていない。

## イギリスの追越車線
イギリスでは追越車線はオーバーテイキングレーン（overtaking lane）という。
中央分離のある片側2車線の道路では左側の車線を通行しなければならず、右側車線は追越しと右折の場合のみ通行できる。追越しが終わった後は安全な時に左側の車線に戻らなければならない。
中央分離のある片側3車線以上の道路では追越しのために中央車線（middle lanes）や右側の車線（right-hand lane）を通行することができるが、追越しが終わった後は安全な時に中央の車線に戻り、それから左側の車線に戻らなければならない。高速道路では、片側3車線以上の道路の最も右側の車線は、牽引自動車や積載量の大きい貨物自動車、大型のバスは通行することができない。
片側3車線以上の中央車線（middle lane）を追越し以外で走行する行為は特にミドルレーンホッギング（middle lane hogging、中央車線の占有）と呼ばれる。中央車線の占有は2013年から反則金制度で100ポンドの罰金と違反点数3点が科せられるようになり、取締りが容易になった。
混雑時で、隣接している車線が同様の速度で移動しているときは、右側の車両を追い抜くことになったとしても、車線の速度に合わせることができる。
登坂車線(Climbing and crawler lanes)が設置されている一部の坂道では、低速車、または後方に追越しを希望する車両が存在する場合は、登坂車線を利用しなければならない。ただし、イギリスでは付加追越車線方式（右側付加車線）が主流であるため、登坂車線（左側付加車線）の設置は稀である。

## ドイツの追越車線
ドイツでは右側通行のため、片側に車線が複数ある道路では、右側車線（路肩側）が空いている場合は可能な限り右側の車線を利用しなければならず(Rechtsfahrgebot)、第1車線以外は混雑時を除き、追い越しの場合のみ通行できる。また、追い越しは、追い越される車両よりも十分に速い速度で行わなけばならず、あまり変わらない速度で追い越した場合は違反となり、理由なく第1車線以外に長く留まることは許されない。
また、渋滞時を除き右側（路肩側）からの追い越しは固く禁じられている。車両が追越車線を占有している場合も許されず、このような場合には両方が取り締まりの対象となる。左側車線（中央側）が混雑しているか、低速で走行している場合に、わずかに速い速度で追い抜くことができる。
片側複数車線の道路で、交通密度がこれを正当化できるときは、可能な限り右側を走行するという規定を逸脱することができる。
市街地内では、高速道路を除き、上記以外の場合でも、最大許容質量が3.5トン以下の自動車は複数車線の道路の車線を自由に選択することができる。その場合は、左側よりも速い速度で走行することができる。

## フランスの追越車線
フランスでは右側通行であり、片側2車線以上の道路では道路の状況が許す限り右側の車線を通行しなければならない。また、片側3車線以上の道路では、最大積載量3.5トンを超える車両、または車両全体の長さが7メートルを超える車両は、車道の右端に最も近い2車線以外の車線を通行することができない。
交通の密度によりすべての車線に途切れることなく車列が形成されている場合、その車列に留まらなければならない。ただし、ドライバーは方向転換の準備のために車線を変更することができ、その際は他の車両の通常の動きをできるだけ妨げないようにしなければならない。
一方通行の道路や片側2車線以上の道路で、交通密度が高いため、すべての車線で途切れることのない車列に確立されている場合、ある車線の車両が別の車線の車両よりも速く移動することは追越しとは見なされない。

## 関連する車線構成
上り勾配における車両ごとの減速に対応するために車線を分離するものとして登坂車線がある。また、地方部など都市間距離が大きい区間では多様な希望速度を持つ車両が混在するため、後続車両に任意に車線を譲ることができるよう設けられる車線が避譲車線（ゆずり車線）である。